# Oberlangau

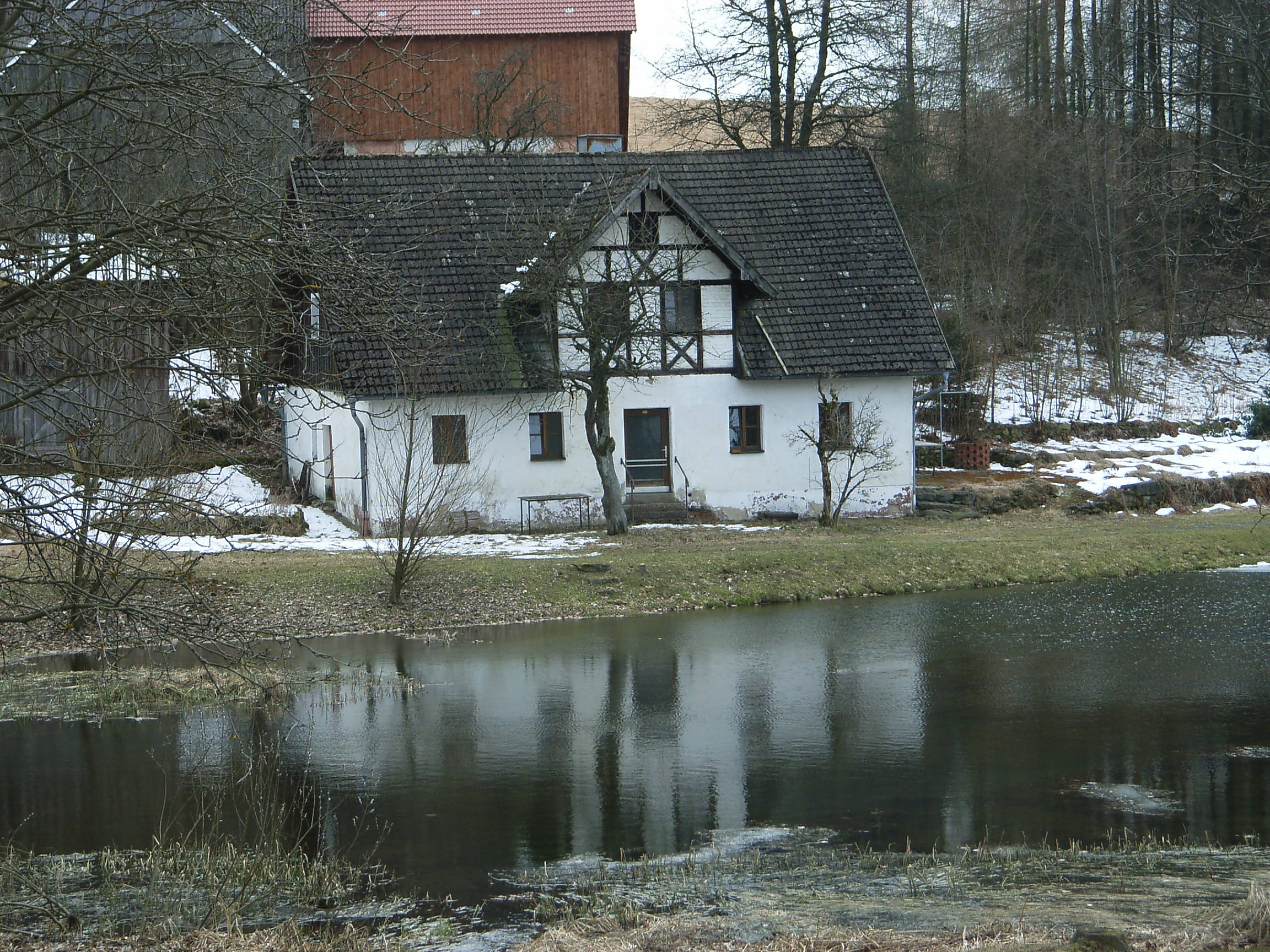
Dorfweiher in Oberlangau

Oberlangau ist ein Ortsteil der Stadt Oberviechtach im Oberpfälzer Landkreis Schwandorf in Bayern.

## Geographische Lage
Oberlangau ist das nördlichste Dorf in der Langau. Ihm folgen in Richtung Süden im Abstand von jeweils etwa 2 km Mitterlangau und Unterlangau. Die Langau (= Lange Au) ist ein schmales, lichtes, nord-süd-gerichtetes Wiesental zwischen den dichten Wäldern des 750 m hohen Stangenberges im Westen und des 808,6 m hohen Stückberg-Greiner-Massivs im Osten. An den Hängen des Stückberg-Greiner-Massivs entspringt die Murach aus zahlreichen Quellen, fließt nach Westen hinunter durch Oberlangau und dann nach Süden durch die Langau Richtung Pirkhof. Die Bahnstrecke Nabburg–Schönsee ist stillgelegt.

## Geschichte
1285 wurde bereits ein Dorf Langau (villa Langenowe) erwähnt, das dem Amt Waidhaus unterstand. 1318 wurde das Goldwerk zu Langenau (zusammen mit der Öde Walprechtsreuth) für 60 Pfund Regensburger Pfennige an Konrad Paulsdorfer von Tännesberg verpfändet. Im Urbar von 1326 ist Langau nicht mehr aufgeführt. Auch die Goldschürfe Langenau wurde im Spätmittelalter nicht mehr erwähnt. Die Dörfer Ober-, Mitter- und Unterlangau wurden im 16. Jahrhundert gegründet.
Erstmals wird Oberlangau im Musterungsprotokoll von 1587 schriftlich genannt. Oberlangau gehörte zur Pfarrei Pullenried. 
Hier befand sich auch ein Eisenhammer, der Mitglied in der 1387 gegründeten Oberpfälzer Hammereinigung war. „1563 schreibt der Hammermeister zu Vordern Langau, daß er vor 8 Jahren seinen Blechhammer neu erbaut und aufgerichtet habe, seit 5 Jahren Bleche schmiedete, aber nunmehr den Blech- in einen Schienhammer umwandeln wolle, da er ‚Deuhel und Sinter‘ schwerlich bekommen könne.“
Durch den Dreißigjährigen Krieg wurde die Umgebung von Oberlangau entvölkert. 1830 wurde die Gemeinde Oberlangau nach Mitterlangau eingemeindet, das seither Langau heißt. Zum Stichtag 23. März 1913 (Osterfest) wurde Oberlangau als Teil der Pfarrei Pullenried mit 19 Häusern und 105 Einwohnern aufgeführt. Am 31. Dezember 1969 hatte die Gemeinde Langau 397 Einwohner. Zu ihr gehörten neben Ober-, Mitter- und Unterlangau noch Pirk, Brandhäuser, Tannermühle, Gütting, Waldhäusl und Bockhaus. Am 31. Dezember 1990 hatte Oberlangau 70 Einwohner und gehörte zur Pfarrei Pullenried und zur Gemeinde Oberviechtach.

## Schule
Die Kinder von Oberlangau gingen nach Pullenried zur Schule, die 1848 erbaut worden war. Da der 5 km lange Schulweg von Oberlangau nach Pullenried besonders im Winter für die Kinder nur schwer zu bewältigen war, beschlossen Mitterlangau und Oberlangau am 3. Juli 1851 eine eigene Schule zu bauen. Die Schule wurde in Mitterlangau gebaut und am 26. Januar 1854 eröffnet. 1886 wurden dort 51 Kinder unterrichtet. Am Ende des Zweiten Weltkrieges lag Mitterlangau zeitweise unter Beschuss, dann belegten amerikanische Soldaten das Schulgebäude. Am 22. November 1945 konnte der Unterricht wieder aufgenommen werden. 1967 wurde die Schulstelle in Mitterlangau aufgehoben und die Kinder wurden mit dem Schulbus nach Pullenried gebracht. 1969 wurde die Schule in Pullenried aufgelöst und die Kinder von Oberlangau wurden nach Oberviechtach eingeschult.

## Kultur und Sehenswürdigkeiten
In Oberlangau steht eine 1988 erbaute Kapelle.